# Cantonul Pau-Ouest
Cantonul Pau-Ouest este un canton din arondismentul Pau, departamentul Pyrénées-Atlantiques, regiunea Aquitania, Franța.

## Comune
- Gelos
- Mazères-Lezons
- Narcastet
- Pau (parțial, reședință)
- Rontignon
- Uzos